# فوكفيل
فوكفيل (بالإنجليزية: Falkville)‏ هي مدينة أمريكية تقع في ولاية ألاباما.تبلغ مساحة هذه المدينة 9.5 (كم²)،ويبلغ عدد سكانها 1202 نسمة حسب إحصاء سنة 2010 م.تشير الإحصاءات بأن الكثافة السكانية في هذه المدينة تقدر بـ(126.5) نسمة/كم2.

## التركيبة السكانية
حدّد مكتب تعداد الولايات المتحدة بيانات التركيبة السكانية لفوكفيل في تعداد الولايات المتحدة. في ما يلي، التركيبة السكانية حسب تعدادي 2000 و2010.

### تعداد عام 2000
بلغ عدد سكان فوكفيل 1,202 نسمة بحسب تعداد عام 2000، وبلغ عدد الأسر 365 أسرة وعدد العائلات 254 عائلة مقيمة في البلدة. في حين سجلت الكثافة السكانية 122.3 نسمة لكل كيلومتر مربع (316.8/ميل2). وبلغ عدد الوحدات السكنية 390 وحدة بمتوسط كثافة قدره 39.7 لكل كيلومتر مربع (102.8/ميل2).
وتوزع التركيب العرقي للبلدة بنسبة 92.26% من البيض و5.91% من الأمريكيين الأفارقة و0.67% من الأمريكيين الأصليين و0.08% من الأعراق الأخرى و1.08% من عرقين مختلطين أو أكثر و0.42% من الهسبانيون أو اللاتينيون من أي عرق.
بلغ عدد الأسر 365 أسرة كانت نسبة 33.2% منها لديها أطفال تحت سن الثامنة عشر تعيش معهم، وبلغت نسبة الأزواج القاطنين مع بعضهم البعض 55.6% من أصل المجموع الكلي للأسر، ونسبة 10.4% من الأسر كان لديها معيلات من الإناث دون وجود شريك، بينما كانت نسبة 3.6% من الأسر لديها معيلون من الذكور دون وجود شريكة وكانت نسبة 30.4% من غير العائلات. تألفت نسبة 26.8% من أصل جميع الأسر من عدة أفراد يعيشون في نفس المنزل ونسبة 12.6% كانت تتألف من شخص يعيش بمفرده يبلغ من العمر 65 عاماً أو أكثر. وبلغ متوسط حجم الأسرة المعيشية 2.42، أما متوسط حجم العائلات فبلغ 2.94.
بلغ العمر الوسطي للسكان 48.7 عاماً. وكانت نسبة 16.6% من القاطنين تحت سن الثامنة عشر، وكانت نسبة 8.7% بين الثامنة عشر والرابعة والعشرين عاماً، ونسبة 20.3% كانت واقعةً في الفئة العمرية ما بين الخامسة والعشرين والرابعة والأربعين عاماً، ونسبة 17.8% كانت ما بين الخامسة والأربعين والرابعة والستين، ونسبة 10% كانت ضمن فئة الخامسة والستين عاماً فما فوق. يوجد لكل 100 أنثى 87.5 ذكر، ويوجد لكل 100 أنثى في الثامنة عشر من عمرها فما فوق 92.4 ذكر.
بلغ متوسط دخل الأسرة في البلدة 34,583 دولارًا، أما متوسط دخل العائلة فبلغ 40,759 دولارًا. وكان متوسط دخل الذكور 29,231 دولارًا مقابل 23,365 دولارًا للإناث. وسجل دخل الفرد الخاص بالبلدة 13,510 دولارًا. وكانت نسبة 5.5% من العائلات ونسبة 11.6% من السكان تحت خط الفقر، وكان من هؤلاء نسبة 7.8% تحت سن الثامنة عشر ونسبة 31.7% في الخامسة والستين من العمر وما فوق.

### تعداد عام 2010
بلغ عدد سكان فوكفيل 1,279 نسمة بحسب تعداد عام 2010، وبلغ عدد الأسر 387 أسرة وعدد العائلات 274 عائلة مقيمة في البلدة. في حين سجلت الكثافة السكانية 130.1 نسمة لكل كيلومتر مربع (337.0/ميل2). وبلغ عدد الوحدات السكنية 437 وحدة بمتوسط كثافة قدره 44.5 لكل كيلومتر مربع (115.3/ميل2).
وتوزع التركيب العرقي للبلدة بنسبة 92.10% من البيض و3.44% من الأمريكيين الأفارقة و1.09% من الأمريكيين الأصليين و0.08% من الأمريكيين ذوي الأصول الآسيوية و0.16% من سكان جزر المحيط الهادئ و1.33% من الأعراق الأخرى و1.80% من عرقين مختلطين أو أكثر و2.19% من الهسبانيون أو اللاتينيون من أي عرق.
بلغ عدد الأسر 387 أسرة كانت نسبة 36.7% منها لديها أطفال تحت سن الثامنة عشر تعيش معهم، وبلغت نسبة الأزواج القاطنين مع بعضهم البعض 49.4% من أصل المجموع الكلي للأسر، ونسبة 16.5% من الأسر كان لديها معيلات من الإناث دون وجود شريك، بينما كانت نسبة 4.9% من الأسر لديها معيلون من الذكور دون وجود شريكة وكانت نسبة 29.2% من غير العائلات. تألفت نسبة 25.6% من أصل جميع الأسر من عدة أفراد يعيشون في نفس المنزل ونسبة 10.3% كانت تتألف من شخص يعيش بمفرده يبلغ من العمر 65 عاماً أو أكثر. وبلغ متوسط حجم الأسرة المعيشية 2.51، أما متوسط حجم العائلات فبلغ 2.98.
بلغ العمر الوسطي للسكان 48.1 عاماً. وكانت نسبة 18.5% من القاطنين تحت سن الثامنة عشر، وكانت نسبة 6.6% بين الثامنة عشر والرابعة والعشرين عاماً، ونسبة 21.4% كانت واقعةً في الفئة العمرية ما بين الخامسة والعشرين والرابعة والأربعين عاماً، ونسبة 21% كانت ما بين الخامسة والأربعين والرابعة والستين، ونسبة 32.6% كانت ضمن فئة الخامسة والستين عاماً فما فوق. وتوزع التركيب الجنسي للسكان بنسبة 40.7% ذكور و59.3% إناث.

## أعلام
- توم دريك